# Huizong de Song

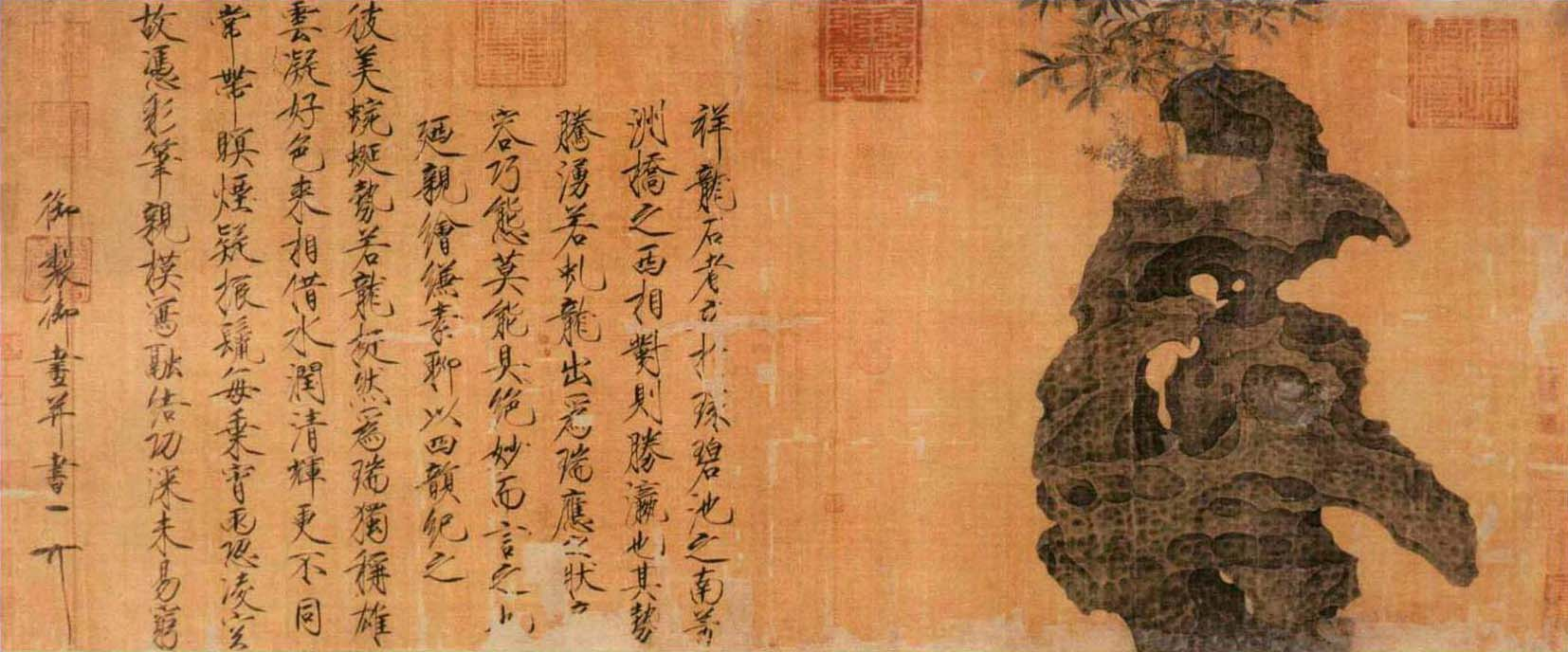
Dragó de pedra

Zhao Ji (xinès simplificat: 赵藩; xinès tradicional: 赵藩, pinyin: Zhào Jí) era el nom de l'emperador Huizong en néixer. Ell fou també un pintor, poeta i cal·lígraf xinès que va viure sota la dinastia Song. Nascut el 2 de novembre de 1082 i mort el 4 de juny de 1135 en captivitat a Manxúria.
Va destacar com a pintor de flors, roques i ocells. La seva posició llunyana en l'accés al tron li va permetre dedicar-se a les arts i el taoïsme. Com a característiques de la seva obra: el realisme, el coneixement de la pintura anterior i l'acompanyament d'una idea poètica.

## Context històric i vida

### La dinastia Song
La dinastia Song (960-1279) va marcar un període d'esplendor cultural, avenços tecnològics i creixement econòmic a la Xina. Dividida en dues fases principals, la Song del Nord (960–1127) i la Song del Sud (1127–1279), la dinastia va governar un país pròsper, però militarment feble. El seu model de govern se centrava en el control civil sobre els assumptes militars, cosa que va afavorir l'estabilitat interna, però va afeblir la capacitat de la nació per defensar-se de potències externes.
Durant el regnat de Huizong, l'amenaça dels jurchen, un poble nòmada del nord-est que va fundar la dinastia Jin, es va intensificar. Encara que inicialment aliats dels Song en la seva lluita contra els khitan de la dinastia Liao, els jurchen es van tornar en contra dels Song i van desencadenar la sèrie d'esdeveniments que portarien a la Humiliació de Jingkang i el col·lapse de la Song del Nord.

### Infància i ascensió al tron
Zhao Ji va néixer el 1082 com l'onzè fill de l'Emperador Shenzong. A causa de la seva posició llunyana en la línia de successió, no estava previst que governés, cosa que li va permetre enfocar-se en l'estudi de l'art, la cal·ligrafia i la filosofia taoista, interessos que el marcarien profundament. No obstant això, després de la mort prematura de diversos dels seus germans, va ascendir al tron el 1100 després que el seu germà gran, l'Emperador Zhezong, morís sense hereus.

### El regnat de Huizong: Esplendor artístic i caos polític

#### Un mecenes de les arts
El període de Huizong és àmpliament reconegut com un bec cultural en la història xinesa. Va fundar l'Acadèmia Imperial de Pintura, on va reunir els millors artistes de l'època i va establir estàndards que definirien la pintura xinesa durant segles. En cal·ligrafia, va crear un estil únic conegut com a "cal·ligrafia prim-daurat", caracteritzat per traços fins i elegants que reflecteixen tant el seu domini tècnic com el seu refinat sentit artístic.

#### Política i administració
En contrast amb el seu èxit com a mecenes, Huizong va fracassar com a administrador. Va confiar l'administració de l'estat a un cercle de consellers i funcionaris, com Cai Jing, les reformes fiscals i militars del qual van alienar la població i van debilitar l'estat. Aquestes reformes incloïen una càrrega tributària més gran per finançar projectes d'infraestructura i un exèrcit que, a la pràctica, era ineficaç davant les amenaces externes.
Huizong també va prioritzar el luxe a la cort, construint magnífics palaus i temples taoistes, cosa que va exacerbar la pressió financera sobre l'imperi.

### Declivi i caiguda: La invasió dels jurchen
El 1125, els jurxen de la dinastia Jin van llançar una invasió a gran escala contra els Song, els qui no estaven preparats per enfrontar l'amenaça. Huizong va abdicar el 1126 a favor del seu fill, l'Emperador Qinzong, amb l'esperança de salvar el regne, però la situació va empitjorar ràpidament. El 1127, els jurchen van prendre la capital, Kaifeng, en un esdeveniment conegut com la Humiliació de Jingkang. La ciutat va ser saquejada, i Huizong, la seva família i milers de nobles van ser capturats i enviats a l'exili a Manxúria.

### Exili i darrers anys
Durant el seu captiveri en territori Jin, Huizong va viure una existència humiliant. Tot i que inicialment va ser tractat amb respecte, amb el temps les condicions del seu empresonament van empitjorar. Va morir el 1135, lluny de l'esplendor de la seva cort i dels èxits culturals que havia promogut.

## Govern i èxits culturals
El regnat de Huizong es distingeix per ser una era de gran floriment cultural. Va ser un emperador amant de les arts, un consumat pintor, cal·lígraf, poeta i col·leccionista cultural de la Xina.
- Pintura i cal·ligrafia: Huizong va desenvolupar el seu propi estil de cal·ligrafia conegut com Shoujin Shu (瘦金体), que prové del fet que l'escriptura de l'emperador s'assemblava a la forma en què els filaments d'or es retorçaven i giraven, també inspirat en Li Yu que va anomenar la seva cal·ligrafia "Golden Inlayed Dagger" (金錯刀). Algunes teories postulen la seva tècnica probablement basada en obres de cal·ligrafia de Chu Suiliang, Xue Ji o Huang Tingjian. A més, va ser un pintor talentós i va promoure activament el desenvolupament de la pintura xinesa imperial, atraient artistes destacats i establint estàndards que van influir en generacions posteriors.

- Música i poesia: Huizong també era un apassionat de la música i va escriure diversos tractats sobre aquest art. Va ser un poeta prolífic, i la seva obra reflecteix la seva sensibilitat estètica i les seves preocupacions com a governant.

- Arquitectura i religió: Durant el seu regnat, va promoure el taoisme com a religió estatal.

## Obra pictòrica i repercussió

### Estil personal
L'estil de Huizong com a pintor reflectia un interès profund pel detall i la precisió, característiques que també s'alineaven amb els ideals estètics de l'època Song.
Les seves obres solen destacar per:
- Naturalisme: Tenia la voluntat de capturar els detalls minuciosos de la natura, com ara les textures de les plomes de les aus o les formes exactes de les flors. Aquest enfocament reflectia el confucià ideal d'harmonia amb la natura.

- Elegància i delicadesa: Les seves pintures transmeten un refinament característic, amb composicions equilibrades i un ús meticulós del pinzell.

- Temes destacats: Huizong preferia representar temes de la natura, especialment flors, aus, i insectes. Això ho vincula amb el gènere conegut com huaniaohua (花鸟画, “pintura de flors i aus”), que va aconseguir el seu apogeu durant la dinastia Song.

Una de les seves pintures més famoses és “Mirlo sobre un arbre de caqui” (Shizishang Buliao Tu, 柿子上布鸟图), que mostra una au posada delicadament sobre una branca amb fruits de caqui, executada amb gran atenció als detalls.

### Contribucions tècniques
Huizong va innovar en establir un estàndard visual que va influir profundament en el desenvolupament de la pintura Song. El seu propi enfocament en el detall i la naturalitat va inspirar els artistes del seu temps, mentre que el patrocini imperial va fomentar noves tècniques, com ara:
- Realisme exquisit: Els artistes de la seva cort van explorar tècniques que combinaven precisió científica amb sensibilitat estètica.

- Ús del color: Les pintures de la cort Song sota Huizong es caracteritzaven per l'ús moderat però efectiu de colors brillants, aplicats en capes subtils.

- Pintura com a reflex de la filosofia taoista: Com a devot del taoisme, Huizong veia a la pintura un mitjà per expressar la connexió espiritual entre l'home i la naturalesa. Aquesta visió va influir tant a la seva obra personal com a les tendències artístiques que va promoure.

### Acadèmia de Pintura Imperial
Huizong no només va ser un pintor, sinó també un mecenes que va revolucionar la pràctica artística a la seva cort. Durant el seu regnat, l'Acadèmia de Pintura Imperial va aconseguir la seva major esplendor:
- Reforma acadèmica: Huizong va introduir un sistema de classificació per als artistes de la cort basat en les seves habilitats tècniques i èxits, incentivant un estàndard d'excel·lència a la pintura.

- Col·lecció d'obres mestres: Va encarregar a l'acadèmia la recopilació d'obres d'art de períodes anteriors i contemporanis, ajudant a preservar peces històriques importants.

- Manual de pintura: Sota el seu patrocini, es va crear el Xuanhe Huapu (宣和画谱, “Catàleg de pintures de l'era Xuanhe”), una de les primeres antologies crítiques de pintura xinesa, que documenta estils, temes i artistes des de l'antiguitat fins al seu temps.